# 森田亜紀
森田 亜紀（もりた あき、1974年11月19日 - ）は、日本の女優、映画監督である。

## 経歴
石川県出身。大畑創監督のホラー映画『へんげ』で主演を務めた。2013年、オムニバス映画『桃まつり presents なみだ』の一編「雨の日はしおりちゃん家」で映画監督デビューを果たす。2015年、森川圭監督のコメディー映画『メイクルーム』で主演を務める。『メイクルーム』は、ゆうばり国際ファンタスティック映画祭2015でグランプリ受賞。

## フィルモグラフィー

### 映画
- 「超」怖い話 THE MOVIE 闇の映画祭「深夜ノ墜落」（2005年、ネットシネマ.TV）
- ハヴァ、ナイスデー「夕凪」（2006年）
- 子猫の涙（2007年）
- 桃まつり presents 真夜中の宴「あしたのむこうがわ」（2008年）
- 桃まつり presents kiss!「地蔵ノ辻」（2009年）
- 桃まつり presents うそ「離さないで」（2010年）
- パンツの穴 THE MOVIE 童貞喪失ラプソディ（2011年）
- 姉ちゃん、ホトホトさまの蠱を使う（2011年）
- 正当防衛（2011年）
- わたしの赤ちゃん（2011年）
- へんげ（2011年） - 門田恵子 役
- 桃まつり presents なみだ「雨の日はしおりちゃん家」（2013年） - 出演 兼 監督
- 上京ものがたり（2013年）
- ソクラティック・ラブ（2013年）
- MOOSIC LAB 2013「ひとりの馬鹿」（2013年）
- ハダカの美奈子（2013年） - 美奈子の同僚 役
- 地球防衛未亡人（2014年） - リポーター3 役
- メイクルーム（2015年） - 主演・都築恭子 役
- 心霊写真部 劇場版（2015年）
- ABC・オブ・デス2「OCHLOCRACY」（2015年）
- デュアル・シティ　DUAL CITY（2015年）
- 女ヒエラルキー底辺少女（2016年）
- メイクルーム2（2016年） - 主演・都築恭子 役[6]
- 聖ゾンビ女学院（2017年）
- ごはん（2017年） - ヒカリの母 役
- プラネット・オブ・アメーバ（2018年12月22日、マメゾウピクチャーズ） - 御手洗京香 役[7]
- ミスミソウ（2018年） - 南京子 役
- 夏のホラー秘宝まつり2019「残念なアイドルはゾンビメイクがよく似合う」（2019年） -主演
- VIDEOPHOBIA（2020年10月24日）
- 悲しき天使（2020年、キングレコード）
- イルカはフラダンスを踊るらしい（2023年公開予定）- 監督[8][9]

### テレビドラマ
- ウルトラシリーズ
  - ウルトラマンマックス（2005年、CBCテレビ） - 主婦 役
  - ウルトラマンX 第15話「戦士の背中」（2015年11月3日、テレビ東京） - 神木雪 役
- ナツコイ（2008年、MBSテレビ） - 佐々木茉莉 役
- スーパー戦隊シリーズ（テレビ朝日）
  - 炎神戦隊ゴーオンジャー（2008年） - 母親 役
  - 快盗戦隊ルパンレンジャーVS警察戦隊パトレンジャー（2018年） - 初美花の母 役
- 帝王（2009年、TBSテレビ）
- 東京特許許可局「通勤通学路直線化ロケット」（2014年、NHK教育テレビジョン）
- 前科ありの女たち（2014年、フジテレビジョン）
- 松本清張ミステリー時代劇「左の腕」（2015年、BSジャパン） - おみつ 役
- 山本周五郎 人情時代劇 第5話「追いついた夢」（2015年12月8日、BSジャパン） - おむら 役
- 連続テレビ小説「とと姉ちゃん」（2016年7月8日、NHK総合）
- コールドケース 〜真実の扉〜 第2話（2016年10月29日、WOWOW）
- 山本周五郎時代劇 武士の魂（2017年） - 浜野比沙 役
- 相棒（2019年） ‐ 佐久間美佳

### 舞台
- アロハ色のヒーロー
- 淑女(レディ)のお作法
- 海街diary
- おとうさんとわたし
- アオイの花
- 純平、考え直せ
- ぼくんち
- 女の子ものがたり
- 母の桜が散った夜